# Thuyền rồng tại Đại hội Thể thao châu Á 2018 – 1000m Nam
Nội dung thi đấu thuyền rồng (đua thuyền truyền thống) 1000m nam tại Đại hội Thể thao châu Á 2018 được tổ chức vào ngày 27 tháng 8 năm 2018.

## Lịch thi đấu
Tất cả các giờ đều là Giờ miền Tây Indonesia (UTC+07:00)
| Ngày                         | Thời gian | Nội dung  |
| ---------------------------- | --------- | --------- |
| Thứ Hai, 27 tháng 8 năm 2010 | 10:00     | Heats     |
| Thứ Hai, 27 tháng 8 năm 2010 | 11:10     | Repechage |
| Thứ Hai, 27 tháng 8 năm 2010 | 12:10     | Bán kết   |
| Thứ Hai, 27 tháng 8 năm 2010 | 14:10     | Chung kết |

## Đội hình thi đấu
| Trung Quốc | Đài Bắc Trung Hoa | Hồng Kông | Ấn Độ |
| --- | --- | --- | --- |
| - Jiao Fangxu - Gao Jiawen - Cai Wenxuan - Liu Xuegang - Du Zhuan - Yin Zhonghai - Zhang Zhen - Zeng Delin - Chen Guangqin - Su Bopin - Li Shuai - Chen Juntong - Ling Wenwei - Feng Guojing - Li Guisen - Zhou Guichao                                                                            | - Yin Wan-ting - Wu Wei-min - Wu Chun-chieh - Wu Chen-po - Tuan Yen-yu - Lin Sheng-ru - Lin Min-hao - Ho Chia-lin - Chuang Ying-chieh - Chou En-ping - Chou Chih-wei - Chien Cheng-yen - Chen Chou Yueh-hung - Chen Yu-an - Chen Tzu-hsien - Chang Sheng-huang | - Samuel Cheng - Lau Hung Leong - Wan Kin Ming - Tang Chi Ho - Wu Yui Kwong - Li Cai - Leung Tsan - Lam Chun Fai - Sim Shing Ho - Ko Kit Wang - Choy Chun Yin - Wu Kaile - Wong Ka Ho - To Tsz Ching - Lee Yau Shun | - Ravinder Singh - Arun Nandal - Dilip Singh Negi - Ankit Pachori - Parminder Singh - Hari Om Kurmi - Heisnam Nganba Meitei - Manjeet Singh - Kiran Singh Moirangthem - Manmohan Dangi - Bijender Singh - Suraj Singh Negi - Sachin Kumar - Abhay Singh - Satypal Tomar |
| Indonesia | Triều Tiên | Malaysia | Myanmar |
| - Mochamad Taufan Wijaya - Anwar Tarra - Sutrisno - Syahrul Saputra - Dedi Saputra - Muhammad Yunus Rustandi - Andri Agus Mulyana - Poliyansyah - Erwin David Monim - Marjuki - Yuda Firmansyah - Arpan - Spens Stuber Mehue - Medi Juana - Muhammad Fajar Faturahman - Rio Akbar                  | - Yang Chol-jin - Ri Yong-hyok - Paek Won-ryol - O In-guk - Kim Pu-song - Kim Jin-il - Jon Chung-hyok - Choe Kyong-uk - Lee Hyeon-joo - Yeom Hee-tae - Park Cheol-min - An Hyun-jin - Shin Dong-jin - Kim Yong-gil - Jung Hoon-seock - Shin Seong-woo          | - Shazwan Zainuddin - Lim Shu Quan - Lim Chiew Hock - Heng Yu Kai - Chee Soon Hwa - Cheah Mein Heng - Amran Sharif Hussain - Khoo Teik Chye - Saw Kooi Sheng - Lim Zi Kai - Leong Chong Hou - Tan Jian Yung - Low Kah Choon - Delon Koh - Ow Sze Khai - Rahmat Majid                                                          | - Than Htay Aung - Kyaw Saw Aye - Saw Moe Aung - Si Thu Eain - Min Naing - Sai Min Aung - Htet Wai Lwin - Min Min Zaw - Aung Myo Thu - Sai Phyo Kyaw - Myo Ko Ko - Naing Naing Zaw - Zaw Min - Win Htein                                                                |
| Philippines | Singapore | Thái Lan | |
| - Patricia Bustamante - Maribeth Caranto - Jonathan Ruz - Mark Jhon Frias - John Lester Delos Santos - Jerome Solis - John Paul Selencio - Roberto Pantaleon - Daniel Ortega - Reymart Nevado - Roger Masbate - Oliver Manaig - Hermie Macaranas - Ojay Fuentes - Franc Feliciano - Jordan De Guia | - Terence Ong - Jarett Tan - Jermaine Ko - Toh Wei Jie - Belvin Tan - Jerry Tan - Shawn Tan - Ang Shaun Jun - Barath Kumar - Lu Wenda - Ling Hsih Hwa - Lim Wee Siang - Kong Peng Hui - Kiang Jian Xiang - Chong Xue Ian - Chng Khai Hung                      | - Natthawat Waenphrom - Chaiyakarn Choochuen - Asdawut Mitilee - Santas Mingwongyang - Laor Iamluek - Ekkapong Wongunjai - Wasan Upalasueb - Phakdee Wannamanee - Nares Naoprakon - Phawonrat Roddee - Tanawoot Waipinid - Nattawut Kaewsri - Kasemsit Borriboonwasin - Pornchai Tesdee - Vinya Seechomchuen - Boonsong Imtim | |

## Kết quả

### Heats
- Vòng loại: 1–3 → Bán kết (BK), Nghỉ → Repechage (R)

#### Heat 1
| Thứ hạng | Đội               | Thời gian | Ghi chú |
| -------- | ----------------- | --------- | ------- |
| 1        | Đài Bắc Trung Hoa | 4:38.860  | BK      |
| 2        | Thái Lan          | 4:38.958  | BK      |
| 3        | Indonesia         | 4:39.604  | BK      |
| 4        | Hồng Kông         | 5:13.518  | R       |
| 5        | Singapore         | 5:17.128  | R       |
| 6        | Triều Tiên        | 5:21.100  | R       |

#### Heat 2
| Thứ hạng | Đội         | Thời gian | Ghi chú |
| -------- | ----------- | --------- | ------- |
| 1        | Trung Quốc  | 4:41.664  | BK      |
| 2        | Myanmar     | 4:44.252  | BK      |
| 3        | Philippines | 4:48.840  | BK      |
| 4        | Malaysia    | 4:52.472  | R       |
| 5        | Ấn Độ       | 4:54.198  | R       |

### Repechage
- Vòng loại: 1–4 → Bán kết (BK), Nghỉ → Tail race (TR)

| Thứ hạng | Đội        | Thời gian | Ghi chú |
| -------- | ---------- | --------- | ------- |
| 1        | Triều Tiên | 4:44.730  | BK      |
| 2        | Ấn Độ      | 4:51.810  | BK      |
| 3        | Singapore  | 4:52.652  | BK      |
| 4        | Hồng Kông  | 4:56.056  | BK      |
| 5        | Malaysia   | 4:57.468  | TR      |

### Bán kết
- Vòng loại: 1–3 → Chung kết (CK), Nghỉ → Tail race (TR)

#### Bán kết 1
| Thứ hạng | Đội        | Thời gian | Ghi chú |
| -------- | ---------- | --------- | ------- |
| 1        | Indonesia  | 4:37.891  | CK      |
| 2        | Trung Quốc | 4:37.961  | CK      |
| 3        | Thái Lan   | 4:38.723  | CK      |
| 4        | Ấn Độ      | 4:47.649  | TR      |
| 5        | Hồng Kông  | 5:10.225  | TR      |

#### Bán kết 2
| Thứ hạng | Đội               | Thời gian | Ghi chú |
| -------- | ----------------- | --------- | ------- |
| 1        | Đài Bắc Trung Hoa | 4:36.839  | CK      |
| 2        | Triều Tiên        | 4:40.013  | CK      |
| 3        | Philippines       | 4:42.951  | CK      |
| 4        | Myanmar           | 4:43.055  | TR      |
| 5        | Singapore         | 4:51.557  | TR      |

### Chung kết

#### Tail race
| Thứ hạng | Đội       | Thời gian |
| -------- | --------- | --------- |
| 1        | Myanmar   | 4:52.621  |
| 2        | Singapore | 4:55.149  |
| 3        | Ấn Độ     | 4:55.689  |
| 4        | Hồng Kông | 4:56.351  |
| 5        | Malaysia  | 5:04.153  |

#### Trận tranh huy chương
| Thứ hạng | Đội               | Thời gian |
| -------- | ----------------- | --------- |
| 1        | Đài Bắc Trung Hoa | 4:31.185  |
| 2        | Indonesia         | 4:34.947  |
| 3        | Triều Tiên        | 4:36.459  |
| 4        | Trung Quốc        | 4:37.217  |
| 5        | Thái Lan          | 4:39.215  |
| 6        | Philippines       | 4:43.641  |